# らっだぁ
らっだぁ（英: RADER、1992年〈平成4年〉11月11日 - ）は日本の男性ゲーム実況者、配信者。血液型はAB型。

## 活動
ゲーム『Minecraft』（以下マイクラ）を中心に様々なゲームの実況を行っており、特にホラーゲーム青鬼をMinecraft上で再現した企画『青鬼ごっこ』はニコニコ時代からの人気企画で、派生企画に『青鬼ごっこ人狼』『青糸』『青箱』やクー主催の「マイクラ肝試し」を日常組のぺいんとと限界のぐちつぼと一緒に参加している。
2023年7月からは、現実を忠実に再現したオープンワールドクライムアクションゲーム「グランド・セフト・オートV」（以下グラセフ）で、VaultroomとCrazy Raccoonによって開催された超大型コラボ企画「VCR GTA」に参加。その後同ゲーム内においてしょぼすけ氏主催「ストグラ」（ストリートグラフィティ）にも参加。

## 略歴
2010年9月18日、「らっだぁ」名義でニコニコ生放送を始め、活動を開始。
2012年9月16日、X（旧Twitter）アカウント作成。
2014年8月24日、YouTubeチャンネル「らっだぁ」開設。
2017年9月1日、YouTubeサブチャンネル「らっだぁの寝床」開設。
2022年12月21日、進撃の巨人とのコラボアイテムが数量限定で発売された。
2023年1月12日にメインチャンネルの登録者数が100万人。登録者数50万人突破の2020年1月12日からちょうど3年であった。
同年3月、東京タワー内にあるe-Sportsパーク「RED゜TOKYO TOWER」でコラボイベントを開催した。
同年9月9日,10日、赤髪のともと日常組のぺいんとと共にパシフィコ横浜にて、オフラインイベント「しぐなるぜろ」を開催。
同年11月26日、Kアリーナ横浜でしぐなるぜろ追加公演が開催され、2万人を動員した。
2025年4月29日、さいたまスーパーアリーナにて「しぐなるわん」を開催した。

## 人物
RADWIMPSのファン。活動名の由来も英語表記と同じ、RADWIMPSのファンを指す言葉「RADER」から。
学生時代は徹夜というものをあまり経験しておらず、小学生時代に初めて金曜ロードショーを見て自分が夜更かしをしているという事実にドキドキしていた。
猫や犬といった動物が好きで、一時は猫を飼うためにゲージを買い、保護施設から里親募集による顔合わせを行ったものの、顔合わせ後に蕁麻疹が発症し、自身が猫アレルギーだということが判明した。